# Зоран Гопчевич
Зоран Гопчевич (29 січня 1955 — 30 вересня 2000) — югославський ватерполіст.
Срібний призер Олімпійських Ігор 1980 року.
Бронзовий призер Чемпіонату світу з водних видів спорту 1978 року.
Срібний призер Чемпіонату Європи з водного поло 1977 року.
Переможець Середземноморських ігор 1979 року.